# Pikria
Pikria (georg. ფიქრია) ist ein Vorname. Auf der Arabischen Halbinsel wird er als männlicher Vorname, in Georgien nur als weiblicher Vorname verwandt.

## Namensbedeutung
Der sprachliche Ursprung des Namens Pikria liegt im kaukasischen Raum.
In der georgischen und armenischen Sprache bedeutet pikri (ფიქრი) „denken“ und pikriani (ფიქრიანი) „geistig tätig sein“.